# Mauligobius nigri
Mauligobius nigri és una espècie de peix de la família dels gòbids i de l'ordre dels perciformes.

## Morfologia
- Els mascles poden assolir 8,7 cm de longitud total.[4][5]

## Hàbitat
És un peix de clima tropical i demersal.

## Distribució geogràfica
Es troba a l'Atlàntic oriental: des de Nigèria fins a la Guinea Equatorial. També és present a l'estuari del riu Congo (República Democràtica del Congo).

## Observacions
És inofensiu per als humans.